# Yu~ki
Yu~ki (雪 Yuki?, Yu~ki) es el antiguo bajista de la banda Visual kei Malice Mizer, que integró desde sus comienzos (1992) hasta su separación en diciembre de 2001. Yu~Ki se unió al trabajo solista de Közi escribiendo la letra del sencillo MEMENTO. Pero, a pesar de esto, se mantuvo en inactividad desde entonces. 
A finales de 2011 lanzó su línea de joyería en piedras naturales, Mother of Life, con Midi:Nette.

## Biografía
La música preferida de Yu~ki cuando era pequeño era la de la música popular, como Tomoyo Harada, y las bandas sonoras de las películas de acción. En la primaria había aprendido los instrumentos musicales básicos, pero ninguno le interesaba en especial. Los primeros años de secundaria, eligió las horas de fútbol a las de Música; pero en los años siguientes, “se reencontraría” con su interés por la música. Uno de sus amigos había comprado un saxofón (aunque no sabía usarlo) y decidieron crear una banda. Al comienzo simplemente se dedicaban a hacer covers de bandas populares japonesas, ya que ninguno de ellos lo tomaba muy en serio.

### Carrera musical
En una ocasión, Yu~ki les dijo a sus padres que iría a vivir a Tokio porque le habían ofrecido un trabajo, así que se fue llevándose consigo sólo su bajo, un pequeño bolso y la idea de ser músico, y se instaló en la casa de uno de sus compañeros de banda. Después de un tiempo Yu~ki abandonó su empleo porque se dio cuenta de que le gustaba más tocar el bajo que realizar su habitual trabajo. Así que le propuso a su compañero quedarse a vivir con él y ayudarlo pasándole dinero de algunos trabajos de medio tiempo que realizaría. Su banda fue creciendo y expandiéndose; comenzó siendo del género Visual Kei hasta transformarse en un Punk optimista. Por razones que aún son desconocidas, la banda decidió separarse, dando un último concierto de despedida. Fue en este concierto en donde Yu~ki conoció a Mana, el cual le ofreció ser el bajista de la nueva banda que quería formar. Yu~ki, después de escuchar los demo-tapes, aceptó gustosamente.
Luego de que Malice Mizer se disolviera, Yu~ki no emprendió ningún proyecto, o al menos nunca se supo de él.
Hasta uno de los conciertos de Moi dix Mois (Deep Sanctuary II) apareció como invitado.

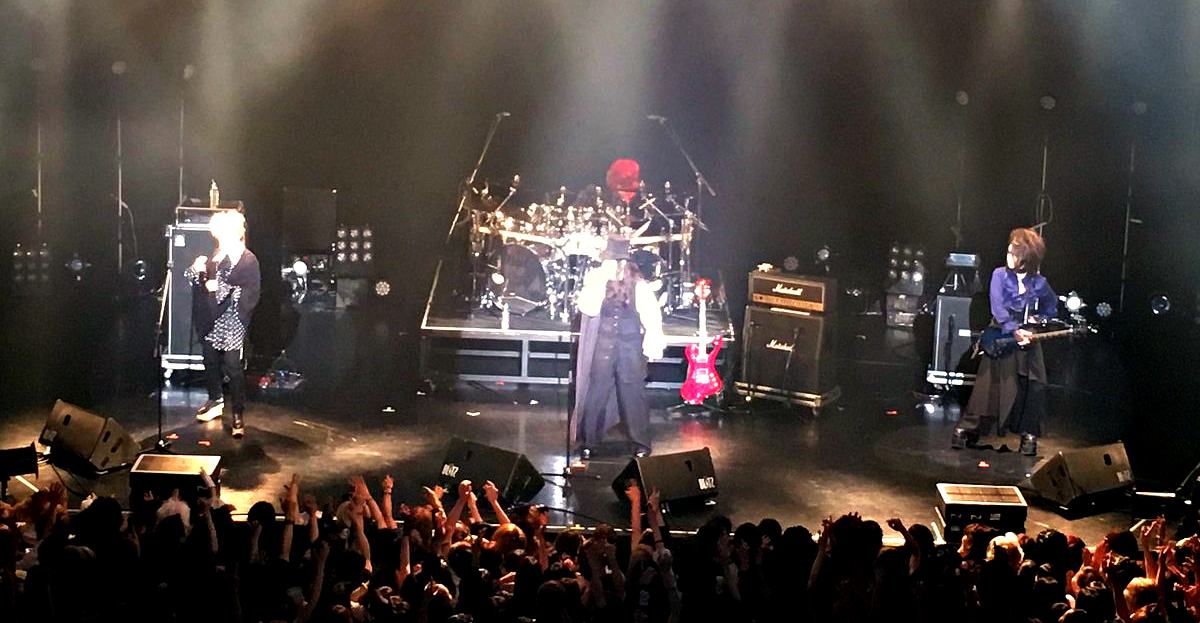
Yu~Ki (centro) acompañado por Mana (a la derecha) y Közi (izquierda) durante una reunión de Malice Mizer en 2016.

### Mother of Life
Recientemente (2011) Mana anunció que Yu~ki diseñaría joyas que serían comercializadas por Midi:Nette, sello discográfico de Mana y que produjo a MALICE MIZER.
La línea llamada Mother of Life, son diseños de collares elaborados con piedras naturales.